# Naruto: Ultimate Ninja Online
Naruto: Ultimate Ninja Online (NARUTO－ナルト－ ナルティメットオンライン, Naruto: Narutimetto Onrain), também conhecido na China como Naruto: Hokage Ninja Online (NARUTO－ナルト－火影忍者ONLINE, Naruto: Huǒyǐng Rěnzhě Online) e popularmente chamado apenas de "Naruto Online" no Brasil, é um jogo eletrônico MMORPG que pertence à série Naruto: Ultimate Ninja e inicialmente criado para navegador de forma gratuita, feita pela NancoBandai e CyberConnect2, com colaboração da Tencent, uma empresa chinesa.

## Jogabilidade
Através do MMORPG, o jogo interpreta a história e o universo da série Naruto com cenários que mesclam 3D e 2D enquanto os jogadores experimentam o crescimento de seus personagens favoritos, ao lado dos principais criados exclusivamente pelo Masashi Kishimoto, durante as batalhas em turnos em tempo real. Cada personagem possui 4 tipos de movesets que são divididas em: Esotérica - um golpe especial que pode causar dano ou efeitos em maior escala; Ataque Comum - investida simples que causa dano baixo; Perseguição - ataque usado para causar combos com outros personagens; e Passivo - movimento que causa algum efeito no inimigo, aliado ou em si próprio.
Existem dois modos de jogo mais importantes, as Fases de História que permitem os jogadores realizarem missões, enquanto acompanham a história recontada da série Naruto; e as Fases de Elite que são realizados desafios rápidos contra diversos personagens aleatórios. Ocorrem também vários eventos diários e mensais que distribuem prêmios como fragmentos de personagens exclusivos, itens de melhoria ou de customização, por exemplo as Missões Diárias e os Eventos Limitados.

## Personagens principais
- Dançarina dos Ventos: personagem feminina especialista em ninjutsu do Estilo Vento e Grande Rasengan;
- Garra das Águas: personagem feminina, especialista em ninjutsu do Estilo Água e técnicas de cura;
- Lâmina das Trevas: personagem masculino, especialista em ninjutsu do Estilo Relâmpago e técnicas de espadas;
- Olho das Chamas: personagem masculino, especialista em ninjutsu e genjutsu do Estilo Fogo;
- Punho de Pedra: personagem masculino, especialista em ninjutsu e taijutsu do Estilo Terra.